# Brava

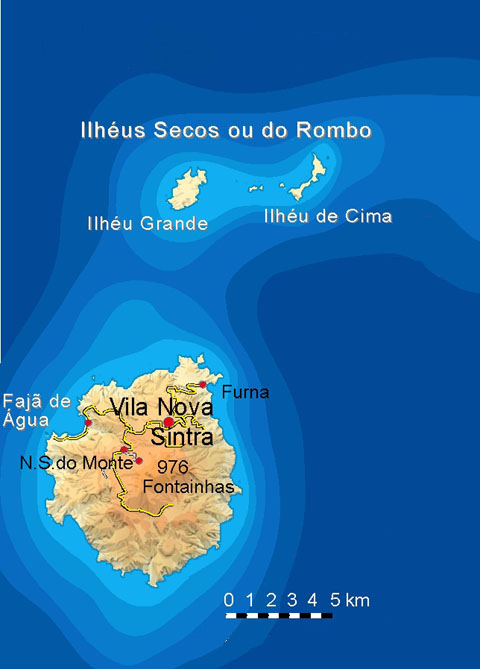
Mapa wyspy

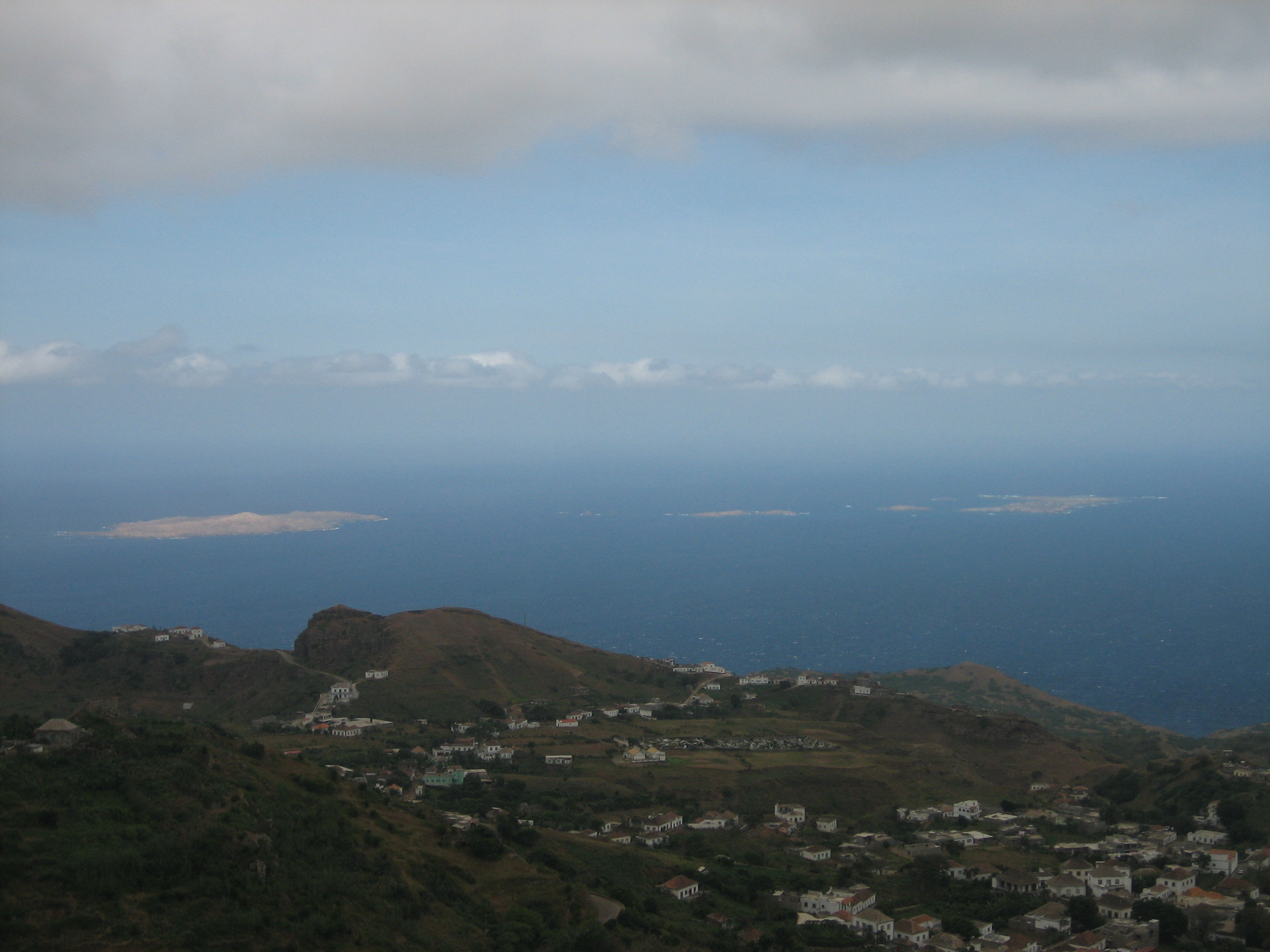
Niezamieszkane wysepki Ilhéus do Rombo oraz część miasta Nova Sintra na wyspie Brava

Brava – wyspa należąca do Wysp Zielonego Przylądka. Jest najmniejszą zamieszkaną wyspą w archipelagu Wysp Podwietrznych. Pierwsze siedliska powstały w latach 40. XVI wieku, a liczba ludności wzrosła po erupcji Mount Fogo w 1680 na sąsiedniej wyspie Fogo. Długo głównym przemysłem pozostawało wielorybnictwo, a obecnie jest nim rolnictwo.

## Geografia
Niemal cała wyspa jest stratowulkanem. Leży schowana za olbrzymim wulkanem na Fogo. Aktywność wulkaniczna na wyspie koncentruje się wzdłuż trzech pęknięć, które przecinają się na czubku, który tworzy najwyższy punkt wyspy. Brava nie posiada udokumentowanej historii erupcji, ale jej młoda wulkaniczna morfologia oraz fakt, że wciąż występują trzęsienia ziemi, wskazuje na możliwość przyszłych wybuchów.
Na północ od Brava znajdują się dwie małe wyspy z czterema wysepkami, trzy z nich są na zachód od Ilhéu de Cima. Wyspy noszą nazwę Ilhéus Secos.
Głównym miastem wyspy jest Vila Nova Sintra. Na wyspie są szkoły, liceum, gimnazjum, kościoły i plac na cześć znanego muzyka Eugénio Tavaresa.
Wszystkie pięć miasteczek leży na północ od wierzchołka. Łączą je cztery główne drogi z Furna do Vila Nova Sintra i do Fajã de Agua i na południe do Nova Sintra do Monte oraz nieco na południe od wierzchołka. Dwie duże wyspy na północ od Brava są niezamieszkane. Górskie doliny przeważają na południu, wschodzie i zachodzie. Północna strona ma kilka dolin.
Opady deszczu pochodzą z chmur pasatowych. Wyspy pokryte są chmurami zawietrznymi, więc parowanie jest ograniczone i roślinność jest bardziej obfita. Głównym zamieszkanym miejscem jest miasteczko Vila Nova Sintra. Port handlowy znajduje się w miasteczku Furna.

### Osady
| - Cachaço - Campo Baixo - Cova Joana - Fajã de Agua - Furna - Lime Doce | - Mato Grande - Nova Sintra do Monte - Santa Bárbara - Tantum - Vila Nova Sintra |

### Miejsca geograficzne
- Ponta do Alto - na południowym zachodzie
- Ponta da Pesqueiro Grande - najdalej na zachód położone miejsce wyspy
- Ponta da Rei Fernando - (port. Król Ferdynand) na wschodzie
- Ponta da Aguada - zatoka położona na wschodzie
- Quebra Cabeças - na południowo południowym zachodzie
- Monte Pesqueiro - na zachodnim północnym zachodzie
- Ponta da Incenso - najdalej na północ wysunięty punkt wyspy
- Ponta Jalunga - na północnym wschodzie
- Ponta Mórea - na wschodnim południowym wschodzie
- Cova do Mer - na południowym wschodzie
- Ponta da Vaca

## Historia
Brava została odkryta w 1462 przez Portugalczyków, a pierwsze siedziby powstały w 1573. W 1680 mieszkańcy sąsiedniej wielkiej wyspy Fogo uciekli na Brava po erupcji wulkanu, gdy lawa zaczęła wypływać i niszczyć. W XVII i XVIII wieku piraci atakowali zatoki na wyspie. Napady miały miejsce też w XIX wieku, gdy powszechne stały się połowy wielorybów, przez statki z Europy i Ameryki Północnej. Emigracja rozpoczęła się, gdy statki wielorybnicze zabierały ludzi z Brava do północno-wschodniej części Ameryki Północnej, szczególnie na wschodnie wybrzeże USA. Większość imigrantów z Brava osiedliło się w Bostonie, Providence i New Bedford. Najbardziej znaną osobą Brava jest muzyk Eugénio Tavares, który tworzył tradycyjne morna (poematy) z tekstem w języku kreolskim Wysp Zielonego Przylądka. Rzeźba ku czci Eugénio Tavaresa stoi na głównym placu w Vila Nova Sintra i jest otoczona pięknym ogrodem, który wypełniają drzewa, słoneczniki, kwiaty, trawa i inne rodzaje roślin. Inne wybitne osoby to Hermano da Pina i Armando da Pina, który mieszka na wschodnim wybrzeżu USA i ma rodziców na Brava.

## Ludność
Brava jest jedną z najmniej zamieszkanych Wysp Zielonego Przylądka. Liczba ludności zmniejsza się od lat, głównie z powodu migracji na inne wyspy i emigracji (szczególnie do USA).

## Gospodarka
Główną działalnością na wyspie jest rolnictwo, powiązane z nawadnianiem i rybołówstwo (podstawowa produkcja na wyspie). Handel i gospodarstwa domowe zależą od dochodów mieszkańców Ameryki Północnej, którzy pochodzą z Wysp Zielonego Przylądka.
Obsługa lotnicza zakończyła się w 2004. Turystyka powoli rozkwita. Wyspa jest nieodpowiednia dla turystyki plażowej, ponieważ stroma linia brzegowa zawiera mało plaż.

## Podział administracyjny
Cała wyspa tworzy jednostkę samorządową Brava.

### Gminy
Jednostka samorządowa składa się z dwóch gmin:
- São João Baptista
- Nossa Senhora do Monte.